# Черепашки-ниндзя II: Тайна изумрудного зелья (саундтрек)
«Черепашки-ниндзя II: Тайна изумрудного зелья» (саундтрек) — сборник музыки к фильму «Черепашки-ниндзя II: Тайна изумрудного зелья» 1991 года от студии New Line Cinema. Он был выпущен SBK Records 26 марта 1991 года.
Музыка из данной коллекции больше ориентирована на детскую аудиторию, нежели предыдущий саундтрек. В текстах таких песен как This World и Back to School содержатся призывы к миру во всём мире, посещению школы и поддержанию экологии. Наиболее популярной песней из коллекции является Ninja Rap, исполненная Ваниллой Айсом.

## Трек-лист
1. "Awesome (You Are My Hero)" — Ya Kid K
2. "Ninja Rap" — Ванилла Айс[1]
3. "Find The Key To Your Life" — Кэти Деннис при участии Дэвида Моралеса
4. "Moov!" — Tribal House
5. "(That's Your) Consciousness" — Дэн Хартман
6. "This World" — Magnificent VII
7. "Creatures of Habit" — Spunkadelic
8. "Back to School" — Fifth Platoon
9. "Cowabunga" — Orchestra on the Half Shell
10. "Tokka and Rahzar: Monster Mix" — Orchestra on the Half Shell

| Оценки критиков | Оценки критиков |
| Источник        | Оценка          |
| --------------- | --------------- |
| Allmusic        | [ 2 ]           |
| Select          | (1/5)           |